# 簡佳緯
簡佳緯（英語：Emily Kan，1994年2月7日—），美國女子羽毛球運動員。

## 簡歷
簡佳緯10歲開始參加各項羽毛球比賽，及至16歲入選美國國家羽毛球隊。
2019年4月，簡佳緯與鍾蕊憑世界排名52位，取得資格參加在瑞士巴塞爾舉行的2019年世界羽毛球錦標賽女子雙打比賽。

## 主要比賽成績
只列出曾進入準決賽的國際賽事成績：
| 年份   | 賽事                   | 公開賽級別 | 項目     | 拍檔          | 成績   |
| ------ | ---------------------- | ---------- | -------- | ------------- | ------ |
| 2010年 | 泛美洲青年羽毛球錦標賽 | 其他       | 混合團體 | －            | 冠軍   |
| 2012年 | 泛美洲青年羽毛球錦標賽 | 其他       | 混合團體 | －            | 冠軍   |
| 2012年 | 泛美洲青年羽毛球錦標賽 | 其他       | 女子雙打 | 王苑力        | 亞軍   |
| 2019年 | 矽谷羽毛球國際系列賽   | 國際系列賽 | 女子雙打 | Katherine Tor | 準決賽 |

| 2018-2026年 | 總決賽 | 超級1000賽 | 超級750賽 | 超級500賽 | 超級300賽 | 超級100賽 | 國際挑戰賽 | 國際系列賽 | 未來系列賽 | 其他 |

### 奧運會和世錦賽參賽紀錄
|          | 搭檔 | 2019 |
| -------- | ---- | ---- |
| 女子雙打 | 鍾蕊 | 48強 |